# Escala gràfica
L'escala gràfica és la representació dibuixada en un plànol o mapa de l'escala unitat per unitat, on cada segment mostra la relació entre la longitud de la representació i el de la realitat. En seria un exemple:
0_________10 km

## Història de l'escala gràfica
La primera representació d'una escala gràfica la trobam a la Carta pisana de finals del segle xiii, la seva forma consisteix en un cercle sobre el qual s'hi dibuixa un dels seus radis, que se subdivideix en parts iguals, corresponent cada una d'aquestes subdivisions a una distància a escala que no està expressada numèricament.
Aquest model de representació de l'escala gràfica es mantingué fins a principis del segle xiv, si bé el radi s'allarga a la totalitat del diàmetre del cercle o es dibuixen en forma de creu coincidint amb les direccions nord-sud i est-oest. En tot cas la representació d'escales gràfiques circulars és una prova de l'antiguitat dels mapes portolans.
A partir de 1318 el disseny ha evolucionat amb la substitució del cercle per una barra estreta, situada als marges dels mapes, que pot ser horitzontal o vertical, que es denomina tronc de llegües, en elles se segueix prescindint de l'expressió numèrica de l'escala de representació que necessàriament estava implícita i que les modernes investigacions han situat en unitats de cinquanta milles de forma invariable per a tots els mapes portolans.